# Quetzalcoatlita
La quetzalcoatlita és un mineral de la classe dels òxids. Rep el nom de Quetzalcóatl, el déu tolteca i asteca del mar, en al·lusió al seu color.

## Característiques
La quetzalcoatlita és un òxid de fórmula química Zn₆Cu₃(TeO₆)₂(OH)₆·AgxPbyClx+2y. Cristal·litza en el sistema trigonal formant cristalls hexagonals en forma d'agulla i crostes cristal·lines. La seva duresa en l'escala de Mohs és 3. Es pot confondre amb la tlalocita.
Segons la classificació de Nickel-Strunz, la quetzalcoatlita pertany a «04.FE - hidròxids (sense V o U) amb OH, sense H₂O; làmines d'octaedres que comparetixen angles», juntament amb els minerals següents: amakinita, brucita, portlandita, pirocroïta, theofrastita, bayerita, doyleïta, gibbsita, nordstrandita, boehmita, lepidocrocita, grimaldiita, heterogenita, feitknechtita, litioforita, quenselita, ferrihidrita, feroxyhyta i vernadita.

## Formació i jaciments
És un mineral rar que es forma a la zona d'oxidació d'un dipòsit hidrotermal que conté tel·luri. Sol trobar-se associada a altres minerals com: hessita, galena, bornita, cerussita, atzurita, clorargirita, teineïta, quars, barita, khinita, dugganita i or. Va ser descoberta l'any 1973 a la mina Bambollita, a Moctezuma (Sonora, Mèxic). També se n'ha trobat a Trixie i Eureka, ambdues a Utah, a Baker (Califòrnia) i a Tombstone (Arizona), totes quatre localitats als Estats Units.